# Colm Magner
 (octobre 2014).
Si vous disposez d'ouvrages ou d'articles de référence ou si vous connaissez des sites web de qualité traitant du thème abordé ici, merci de compléter l'article en donnant les références utiles à sa vérifiabilité et en les liant à la section « Notes et références ».
Colm Magner, né le 18 août 1961 à Toronto, est un acteur, scénariste et réalisateur canadien maintenant basé à New York. Il a travaillé dans le théâtre, la télévision et le cinéma au Canada depuis 1982, période pendant laquelle il a travaillé avec plusieurs compagnies de théâtre canadiennes, y compris Da Da Kamera, ADN theatre, et Necessary Angel Theatre Company.

## Biographie
Il a joué dans plus de 30 productions cinématographiques et télévisuelles, y compris Keep the Faith Baby avec Harry J. Lennix. Il a eu des rôles récurrents dans Street Time (Showtime USA) et This Is Wonderland (CBC Canada).
Il a travaillé au Shaw Festival et a écrit quatre pièces en solo pour la scène : Smoke, Dark Avenue, Inside Imogene, et The Scavenger's Daughter dont la première a eu lieu au Fringe Festival au  Centre des arts de la Confédération (Charlottetown, Île-du-Prince-Édouard) le 30 août 2008 - présenté par The Fringe and Ar Dair Dog and Drama Co.
The Scavenger's Daughter a reçu des critiques élogieuses, lors de sa première au 4th Street Theatre à New York dans le cadre du New York International Fringe Festival en août 2010, et a été remonté au Poor Mouth Theatre dans le Bronx en décembre 2010. Colin Broderick, auteur de Orangutan et That's That a revu The Scavenger's Daughter. Magner vient de terminer une pièce solo intitulée Moonshine Serenade.